# Roquezia signifera
Roquezia signifera är en tvåvingeart som beskrevs av Wilkerson 1985. Roquezia signifera ingår i släktet Roquezia och familjen bromsar.
Artens utbredningsområde är Bolivia. Inga underarter finns listade i Catalogue of Life.